# René Desaeyere
René Desaeyere (nacido el 14 de septiembre de 1947) es un exfutbolista belga que se desempeñaba como defensa y entrenador.

## Clubes

### Como futbolista
| Club                     | País    | Año         |
| ------------------------ | ------- | ----------- |
| K Beerschot VAC          | Bélgica | 1967 - 1970 |
| R. Daring Club Molenbeek | Bélgica | 1970 - 1971 |
| Royal Antwerp            | Bélgica | 1971 - 1978 |
| RWDM                     | Bélgica | 1978 - 1983 |
| K. Berchem Sport         | Bélgica | 1983 - 1984 |
| KFC Dessel Sport         | Bélgica | 1984 - 1985 |
| K. Berchem Sport         | Bélgica | 1985 - 1987 |

### Como entrenador
| Club                               | País          | Año         |
| ---------------------------------- | ------------- | ----------- |
| KFC Dessel Sport                   | Bélgica       | 1984 - 1985 |
| K. Berchem Sport                   | Bélgica       | 1985 - 1987 |
| Standard Lieja                     | Bélgica       | 1987        |
| KSK Beveren                        | Bélgica       | 1988 - 1989 |
| KRC Genk                           | Bélgica       | 1989        |
| Beerschot                          | Bélgica       | 1990        |
| KV Cortrique                       | Bélgica       | 1990 - 1991 |
| Zwarte Leeuw Rijkevorsel           | Bélgica       | 1991 - 1992 |
| K Beerschot VAC                    | Bélgica       | 1992 - 1995 |
| KSK Beveren                        | Bélgica       | 1995 - 1996 |
| Cheoan Ilhwa Chunma                | Corea del Sur | 1997 - 1998 |
| Cerezo Osaka                       | Japón         | 1999        |
| KFC Denderleeuw Eendracht Hekelgem | Bélgica       | 2002        |
| Royal Antwerp                      | Bélgica       | 2003        |
| KFC Denderleeuw Eendracht Hekelgem | Bélgica       | 2003 - 2004 |
| KV Turnhout                        | Bélgica       | 2006 - 2009 |
| Muangthong United                  | Tailandia     | 2010        |
| Chiangmai FC                       | Tailandia     | 2011        |
| Suphanburi                         | Tailandia     | 2011        |
| BEC Tero Sasana                    | Tailandia     | 2013        |
| Muangthong United                  | Tailandia     | 2013        |
| Yadanarbon FC                      | Birmania      | 2015 - 2017 |
| Ratchaburi Mitr Phol               | Tailandia     | 2018        |